# Let Me Count the Ways
〈Let Me Count the Ways〉는 오노 요코에 의해 씌여진 곡이다. 1980년 존 레논이 버뮤다에서 여름 휴가를 보내는 동안 다코다 자택에서 오노에 의해 씌여졌고, 1980년 레논이 사망하고 나서 4년 후 발매된 레논과 오노의 공동 앨범 《Milk and Honey》에 수록되며 알려졌다. 레논의 "Grow Old with Me"와 한쌍의 곡이 되는 이 곡은 오노의 의도로 "Grow Old with Me"처럼 다코다 자택에서 피아노, 카세트 테이프와 함께 데모로 녹음된 것이 앨범에 수록되었다.

## 유래와 영감
1980년 여름 어느 날 밤, 레논의 아내 오노 요코는 19세기 영국 여류 시인 엘리자베스 배럿 브라우닝의 시 "How Do I Love Thee?"로부터 영감을 얻어 "Let Me Count the Ways"라는 곡을 작곡했다. 이 때 오노는 버뮤다에서 여름 휴가를 보내고 있던 레논에게 전화를 걸어 자신이 만든 곡을 들려주었는데, 레논이 무척 마음에 들어하자, 레논에게 자신의 곡에 대한 응답송으로 로버트 브라우닝(엘리자베스 배럿 브라우닝의 남편)의 시로부터 어떤 곡을 만들 수 없을 지 제안했다. 이후 레논은 버뮤다에서 머무는 동안 오노의 "Let Me Count the Ways"에 대해 응답을 하는 곡을 만들게 되는데, 바로 그 곡이 "Grow Old with Me"이다.

## 가사
레논과 오노는 브라우닝 부부의 시를 평소 존경해왔다. "Let Me Count the Ways"과 "Grow Old with Me"는 그런 두 사람이 브라우닝 부부의 시로부터 영감을 얻어 의도적으로 서로를 향해 쓴, 대화를 나누는 형식의 곡이었으며, 오노의 곡 "Let Me Count the Ways"는 레논의 응답송 "Grow Old with Me"를 유도한 곡이었다.
| “ | 생각해 보세요 내가 당신을 어떻게 사랑하는지 / 새벽녘 느끼는 온화한 바람 같고 / 밤이슬을 닦는 첫 햇살 같고 / 금줄이 수놓아져 있는 구름 같아 / 부드럽게 말을 걸어주는 / '오늘도 좋은 날이 될거야'라고 우리에게 / 고마워, 고마워, 고마워 (Let me count the ways how I love you / It's like that gentle wind you feel at dawn / It's like that first sun that hits the dew / It's like that cloud with a gold lining / telling us softly / That it'll be a good day, a good day for us / Thank you, thank you, thank you) | ” |
|   | — 오노 요코의 "Let Me Count the Ways"의 전반부 가사 |   |

| “ | 나와 함께 늙어갑시다 / 가장 좋은 순간이 우리에게 아직 남아 있어요 / 그 때가 오면 / 우리는 한 몸이 될 수 있어요 / 신이여 우리의 사랑을 축복하소서 / 신이여 우리의 사랑을 축복하소서 (Grow old along with me / The best is yet to be / When our time has come / We will be as one / God bless our love / God bless our love) | ” |
|   | — 존 레논의 "Grow Old with Me"의 전반부 가사 |   |

## 녹음
이 곡은 《Milk and Honey》에서 오노의 곡 중 유일하게 레논의 생전 녹음된 곡이다. 오노는 일부러 "Grow Old with Me"와 비슷한 풍으로 만들기 위해 피아노 한대와 가정용 가정용 카세트로 녹음했다. 원래 "Let Me Me Again The Way"는 "Grow Old with Me"와 함께 《Double Fantasy》 앨범에 포함될 곡이었다. 하지만, 레논과 오노는 크리스마스를 앞두고 앨범을 완성하고 발표하기 위해 마감 기한을 맞추려고 노력했으며, 다음 앨범을 위해 다음 해까지 녹음을 연기하기로 결정했다. 하지만 1980년 12월 레논의 사망으로 이것은 결코 실현되지 않았고, 4년 후에야 남아있던 두 데모가 《Milk and Honey》에 수록되어 발표되었다.

## 같이 보기
- Grow Old with Me